# Those Dancing Days
Those Dancing Days era una banda musical sueca de indie pop formada por cinco chicas de Estocolmo. Su nombre deriva del sencillo de Led Zeppelin "Dancing Days".
Los orígenes del grupo se remontan al año 2005 cuando Rebecka Rolfart, Cissi Efraimsson y Lisa Pyk se conocieron y formaron un proyecto musical al que más tarde se sumarían Mimmi Evrell y Linnea Jönsson. Tras grabar varias maquetas y lograr cierta repercusión a través de su MySpace, firmaron por la compañía independiente británica Wichita Recordings con la que lanzaron en el año 2007 su álbum de debut, In Our Space Hero Suits.
Durante el año 2008 actuaron en varios festivales de música, realizaron giras por varios países, y lograron ser nominadas a "Mejor artista sueco" en los MTV Europe Music Awards 2007
En 2011 meses después de la publicación de su último álbum decidieron separarse. Tras 6 años juntas tomaron caminos distintos como proseguir con los estudios o embarcarse en un nuevo proyecto musical. Lisa, Cissi y Rebecka fundaron Vulkano con un sonido parecido aunque menos comercial. La última integrante dejó la banda en diciembre de 2012. 

## Miembros
- Linnea Jönsson (vocalista)
- Lisa Pyk (órgano Hammond)
- Rebecka Rolfart (guitarra eléctrica)
- Mimmi Evrell (bajo)
- Cissi Efraimsson (batería)

## Discografía
- In Our Space Hero Suits (2008, Wichita Recordings)
- Daydreams & Nightmares (2011)